# Körösfeketetó község
Körösfeketetó község (románul: Comuna Negreni) község Kolozs megyében, Romániában. Központja Körösfeketetó, beosztott falvai Királyhágó, Prelak. A község 2002-ben vált önállóvá, amikor népszavazással levált Csucsától.

## Fekvése
A DN1 főút mentén, Nagyvárad és Kolozsvár között félúton helyezkedik el.

## Népessége
A 2011-es népszámlálás adatai alapján a község népessége 2321 fő volt, melynek 94,57%-a román, 2,33%-a roma. Vallási hovatartozás szempontjából a lakosság többsége ortodox (90,91%), emellett élnek a községben baptisták is (4,44%).

## Nevezetességei
A község területéről egyetlen épület sem szerepel a romániai műemlékek jegyzékében.